# بایاگوانا
بایاگوانا (به لاتین: Bayaguana) یک منطقهٔ مسکونی در جمهوری دومینیکن است که در استان مونته پلاتا واقع شده‌است. بایاگوانا ۸۷۷٫۹۹ کیلومتر مربع مساحت و ۳۴٬۷۸۶ نفر جمعیت دارد و ۶۱ متر بالاتر از سطح دریا واقع شده‌است.